# Francisco de Hadoque
El caballero François de Hadoque (en original en francés: Chevalier François de Hadoque) es un personaje ficticio perteneciente a la serie de Las aventuras de Tintín, del dibujante belga Hergé. El personaje aparece en los álbumes El secreto del Unicornio (1943) y El tesoro de Rackham el Rojo (1944).

## Biografía
Es antepasado del Capitán Haddock. El caballero Francisco de Hadoque era un corsario al mando del barco El Unicornio (La Licorne), que hizo explotar para evitar que cayera en manos del temible pirata Rackham el Rojo. Vivió durante algunos años en una isla antes de volver a Francia, donde el rey Luis XIV le regaló el castillo de Moulinsart, que siglos más tarde acabaría en manos de su descendiente el capitán Archibald Haddock.
Las aventuras del caballero y la búsqueda de su tesoro por Haddock y Tintín se narran en los álbumes El secreto del Unicornio y El tesoro de Rackham el Rojo.
El Capitán lo menciona brevemente de forma vaga en Vuelo 714 a Sydney, y dice: "Uno de mis antepasados fue a la guerra naval" a Laszlo Carreidas.
Francisco de Hadoque es interpretado por Andy Serkis (quien también interpreta al Capitán Haddock) en la película de captura de movimiento Las aventuras de Tintín: el secreto del Unicornio.
Hay indicios de que Francisco de Hadoque sea un hijo ilegítimo del rey sol francés, Luis XIV, una posible referencia a la propia historia familiar de Hergé. A Hergé le gustaba creer que su padre era el hijo ilegítimo del rey belga Leopoldo II.